# Absaugvlies
Als Absaugvlies (engl. Bleeder) wird ein saugfähiger Vliesstoff bezeichnet, der beim Verpressen von Faserverbundwerkstoffen (Laminat) im Vakuum das austretende Harz aufnimmt und somit ein Laminat mit angestrebt möglichst hohem Faservolumenanteil ermöglicht. Es dient auch dem Transport der überschüssigen Luft und der gleichmäßigen Druckverteilung.
Lagenaufbau von innen nach außen:
- Laminierkern/Form
- Faserlage /-lagen
- Lochfolie
- Absaugvlies(Vliesstoff)
- Vakuumfolie oder flexible Gegenform

Der Unterdruck darf nicht zu hoch gewählt werden, da sonst das Gewebe der Harzfalle zu stark komprimiert wird und somit eine Aufnahme des Harzes nicht mehr möglich ist.
Verwendet werden Absaug- und Entlüftungsvliese für maximale Gebrauchstemperaturen  von  204 °C(Polyesterfasern), von 232 °C (Polyamidfasern) oder von 427 °C (Glasfasern). Die Flächenmasse solcher Vliese liegt z. B. bei 140 g/m², 339 g/m² oder 610 g/m².
Siehe auch: Faserverbundwerkstoff